# Yuta Minami
Yuta Minami (Kanagawa, 30 september 1979) is een Japans voetballer.

## Carrière
Yuta Minami speelde tussen 1998 en 2009 voor Kashiwa Reysol. Hij tekende in 2010 bij Roasso Kumamoto.